# Municipio de Dora (Minnesota)
El municipio de Dora (en inglés, Dora Township) es una subdivisión administrativa del condado de Otter Tail, Minnesota, Estados Unidos. Según el censo de 2020, tiene una población de 697 habitantes.
El territorio del municipio consiste básicamente de granjas y lagos.

## Geografía
Está ubicado en las coordenadas 46°34′44″N 95°49′31″O / 46.57889, -95.82528 (46.578751, -95.825405). Según la Oficina del Censo de los Estados Unidos, tiene una superficie total de 92,7 km², de la cual 74,4 km² corresponden a tierra firme y 18,3 km² son agua.

## Demografía
Según el censo de 2020, hay 697 personas residiendo en la zona. La densidad de población es de 9,4 hab./km². El 94,4 % de los habitantes son blancos, el 0,1 % es amerindio, el 0,1 % es afroamericano, el 0,3 % son asiáticos, el 0,9 % son de otras razas y el 4,2 % son de una mezcla de razas. Del total de la población, el 1,7 % son hispanos o latinos de cualquier raza.

## Gobierno
El municipio está gobernado por una junta integrada por cinco miembros: un presidente (chairman), dos supervisores, un secretario (clerk) y un tesorero.
La principal responsabilidad de la junta está enfocada en el mantenimiento y la seguridad de las rutas de la región.